# Хитови 1 (компилация, 2007)
Хитови 1 е деветият компилационен албум на Цеца, издаден през 2007 година от PGP-RTS. Този компилационен албум съдържа 16 хита на певицата от периода 1988-1999 г.

## Песни
1. Београд
2. Шта је то у твојим венама
3. Волим те
4. Заборави
5. Све у своjе време
6. Мокра трава
7. Вретено
8. Црвено
9. Црни снег
10. Фатална љубав
11. Забранићу срцу да те воли
12. Ниjе монотониjа
13. Свиче дан
14. Брат и сестра
15. Детелина са четири листа
16. Хеj љубави, љубави